# سیارک ۸۱۹۳
سیارک ۸۱۹۳ (به انگلیسی: 8193 Ciaurro، نامگذاری:1993SF) هشت هزار و صد و نود و سومین سیارک کشف شده‌است که در ۱۷ سپتامبر ۱۹۹۳ کشف شد.
قدر مطلق سیارک برابر ۱۵٫۷۰ است.